# Kalalé
Kalalé è una città situata nel dipartimento di Borgou nello Stato del Benin con 119 045 abitanti (stima 2006).

## Amministrazione
Il comune è formato dai seguenti 6 arrondissement:
- Basso
- Bouka
- Dèrassi
- Dunkassa
- Kalalé
- Péonga